# 厳忠嗣
厳 忠嗣（げん ちゅうし、? - 1273年）は、モンゴル帝国に仕えた漢人世侯（漢人軍閥）の一人。東平を中心とする大軍閥を築いた厳実の息子で、兄弟には厳忠済・厳忠範らがいる。

## 概要
厳忠嗣は幼い頃より張澄・商挺・李楨ら東平厳氏に仕える名だたる学者に学び、経史・大義についてよく学んだという。1251年（辛亥）には兄で厳実の地位を継いでいた厳忠済より東平人匠総管の地位を授けられ、1255年（乙卯）には更に東平路管軍万戸とされた。
1257年（丁巳）、厳忠済の南宋領の揚州への侵攻に従い、邵伯埭を取る戦功をあげた。また、1259年（己未）にはクビライの南征に従って厳忠済とともに淮河を渡り、厳忠嗣は別動隊を率いて桂車嶺に進出した。そこで厳忠嗣は南宋兵を大いに破って蘄州に至った。クビライ率いる本隊が長江を渡って鄂州を包囲した時には、90日余りにわたって攻城を続け、軍が北還した後には功績により金虎符を授けられた。
中統3年（1262年）、山東の大軍閥の李璮が叛乱を起こすと、南宋兵はこの隙をついて蘄州を攻め始めた。更に徐州総管の李杲哥が南宋に降ったことで山東地方に南宋兵が入りこんだため、厳忠嗣はモンゴル将の按脱とともに蘄州・徐州で南宋兵を破って領土を奪還し、李杲哥を捕殺する功績を挙げた。更に嶧山・牙山を攻略する功績を挙げたため、按脱の報告により銀200両・幣50端を授けられた。しかしこれらの活躍にもかかわらず、漢人世侯の力を危険視したクビライ政権は「父兄弟子並びに仕えて途を同じくする者は、その弟子を罷めしむ」との布告を出したため、厳忠嗣も官を辞めざるを得なくなった。その後、至元10年（1273年）に亡くなった。